# Гурина, Анна Ивановна
Анна Ивановна Гурина — советский хозяйственный деятель.

## Биография
Родилась в 1948 году в Лихославльском районе. Член КПСС.
С 1964 года — на хозяйственной работе. В 1964—2003 гг. — звеньевая колхоза «Борьба», колхоза «Мир», выпускница курсов механизаторов, механизатор, звеньевая комплексного безнарядного механизированного звена по возделыванию льна, картофеля и многолетних трав колхоза «Мир» Торжокского района Калининской области.
За обеспечение устойчивого роста производства сахарной свёклы, картофеля, овощных, технических и других с/х культур на основе внедрения прогрессивных технологий и повышения производительности труда в составе коллектива была удостоена Государственной премии СССР за выдающиеся достижения в труде 1984 года.
Обладательница приза имени Паши Ангелиной.
Почётный гражданин Торжокского района.